# Blatov (odbočka)
Blatov (nebo též Odb Blatov) byla odbočka, která se nacházela v km 394,200 trati Praha – Česká Třebová v tříkolejném úseku mezi stanicemi Úvaly a Praha-Běchovice. V odbočce se od hlavní tratě odpojovaly dvě traťové koleje do Prahy-Běchovic nákladního nádraží a pak dál směr Praha-Malešice. Samostatná odbočka zanikla začleněním do stanice Praha-Běchovice. Ležela na rozhraní katastrálních území Běchovice, Klánovice a Újezd nad Lesy.

## Historie
Odbočka byla zprovozněna 7. listopadu 1957 současně s otevřením spojky z Blatova do Prahy-Běchovic. V letech 2006-2011 proběhla modernizace traťového úseku Praha-Běchovice - Praha-Libeň, v rámci které bylo v Praze-Běchovicích vybudováno nové staniční zabezpečovací zařízení ESA 11, což zahrnovalo i odbočku Blatov. Ta v roce 2007 jako samostatná dopravna zanikla a je integrální součástí stanice Prahy-Běchovice.

## Popis odbočky
Před instalací nového elektronického stavědla v Praze-Běchovicích a tím i samostatné existence odbočky bylo zabezpečovací zařízení Blatova rovněž součástí staničního zabezpečovacího zařízení stanice Praha-Běchovice. Jednalo se o reléové zabezpečovací zařízení vzor SSSR. Odbočka tedy byla trvale neobsazena, neboť ji ovládal výpravčí z běchovické dopravní kanceláře.
V odbočce bylo celkem šest výhybek, čtyři ve dvou spojkách mezi třemi traťovými kolejemi, další dvě pak byly odbočné do traťových kolejí směr Praha-Běchovice nákladní nádraží. Všechny výhybky byly vybaveny elektromotorickými přestavníky. Při jízdě po spojkách mezi traťovými kolejemi hlavní tratě bylo možné jet maximální rychlostí 80 km/h, směr nákladní nádraží pak 60 km/h. Kolej, která ve směru jízdy od Úval odbočovala vpravo z 2. koleje, byla koncipována jako jednosměrná pro jízdy Úvaly - nákladní nádraží. Klesala pod úroveň hlavní trati, kterou podjezdem mimoúrovňově křížila, čímž se dostala do nákladního nádraží umístěného vlevo. Z nákladového nádraží pak vedla jednosměrná kolej pro jízdy vlaků směr Úvaly, která se připojovala do zprava do 1. koleje.
Ve směru od Úval byla odbočka opatřena vjezdovými návěstidly jen v 0. (návěstidlo 0 LB) a 2. traťové koleji (LB) v km 393,902, z opačného směru od Prahy-Běchovic pak byla vjezdová návěstidla pro změnu jen v 0. (návěstidlo 0 SB) a 1. traťové koleji (SB) v km 395,500. Protože traťové koleje mezi Blatovem a nákladním nádražím byly koncipovány jako jednosměrné, bylo vjezdové návěstidlo pouze u koleje pro směr Praha-Běchovice nákladní nádraží – Úvaly. Bylo označeno SBN a leželo v km 0,723 odbočné trati, což byl km 394,923 hlavní trati. Jízdy vlaků mezi Blatovem a Úvaly byly zabezpečeny pomocí automatického bloku s tím, že vyjma nulté koleje se jednalo pouze o jednosměrné traťové zabezpečovací zařízení.